# Chemung (Illinois)
Chemung – jednostka osadnicza w Stanach Zjednoczonych, w stanie Illinois, w hrabstwie McHenry.